# Alfred Hebauf
Alfred Richard Hebauf (* 5. Januar 1940 in Frankfurt am Main; † 14. Juli 2020 in Stuttgart) war ein deutscher Leichtathlet. Seine bedeutendsten Erfolge waren die beiden Titel über 100 und 200 Meter bei den Deutschen Meisterschaften 1963 in Augsburg.

## Leben
Alfred Hebauf wurde während des Zweiten Weltkrieges als Sohn der Rosa Hebauf (geb. Stock) geboren. Sein Vater, Philipp Hebauf, war derzeit als Soldat eingezogen worden und starb 1945 zum Kriegsende. Alfred wuchs also die ersten Jahre nach dem Krieg ohne Vater auf. Zum Glück Beider heiratete Rosa Ende der Vierziger Jahre Joseph Steinbrink, sodass Alfred bald wieder einen Vater und eine vollständige Familie hatte.
Die Familie wohnte in Kelkheim im Taunus, nahe Frankfurt. Dort verbrachte Alfred auch seine Schulzeit bis zur mittleren Reife 1956. Anschließend machte er eine Ausbildung zum Physiklaboranten bei den Farbwerken in Frankfurt-Höchst und war dort bis 1963 in der Entwicklung beschäftigt.

## Karriere und Erfolge
Neben seiner Ausbildung und Arbeit hatte sich bei Alfred Hebauf eine große Liebe zum Sport entwickelt. Er spielte Handball und hatte seine ersten Erfolge in der Leichtathletik. Bereits als 18-Jähriger war er hessischer Meister im 100-Meter-Lauf und hatte Erfolge im Dreisprung und als Mehrkämpfer.
Sein Weg führte ihn daher in den Leistungssport. 1960 startete er für Grün-Weiß Frankfurt, 1961 und 1962 für Eintracht Frankfurt. Ab 1963 trat er für den SV Salamander Kornwestheim an. So machte er sich einen Namen als hessischer und deutscher Meister, sowohl in Einzeldisziplinen als auch in der 4-mal-100-Meter-Staffel. Insgesamt startete er von 1960 bis 1964 bei 24 Wettkämpfen im deutschen Nationaltrikot.

## Bedeutendste Erfolge zwischen 1960 und 1964
|                               | Ort        | Platzierung                                       | Zeit                                         | (Staffelmitglieder)                                      |
| Deutsche Meisterschaften 1961 | Düsseldorf | 3. Platz (100 m Lauf)                             | 100 m Lauf: 10,7 s                           |                                                          |
| Deutsche Meisterschaften 1962 | Hamburg    | 2. Platz (100 m Lauf) 1.Platz (4 × 100 m Staffel) | 100 m Lauf: 10,7 s 4 × 100 m Staffel: 40,3 s | Albrecht Lüdtke, Marcel Wendelin und Hans-Joachim Bender |
| Europameisterschaften 1962    | Belgrad    | 4. Platz (100 m Lauf)                             | 100 m Lauf: 10,4 s                           |                                                          |
| Deutsche Meisterschaften 1963 | Augsburg   | 1.Platz (100 m Lauf) 1.Platz (200 m Lauf)         | 100 m Lauf: 10,3 s 200 m Lauf: 20,7 s        |                                                          |
| Deutsche Meisterschaften 1964 | Berlin     | 2. Platz (200 m Lauf)                             | 200 m Lauf: 21,1 s                           |                                                          |

Neben diesen Erfolgen nahm er ebenfalls an den Vorolympischen Spielen in Tokio 1964 teil und wurde dort 1. Platz im 100- und 200-Meter-Lauf.
Im Training für die Olympiade erlitt er jedoch eine Meniskusverletzung und konnte an dieser nicht teilnehmen.
Ein weiterer Höhepunkt in seinem Leben war 1963 die Hochzeit mit seiner Frau Rosemarie (geb. Vogt). Aufgrund eines Stellenangebotes der Salamander AG, erfolgte der Umzug nach Kornwestheim. Dort entwickelte er eine tiefe Verbundenheit zu seinem Verein Salamander Kornwestheim und seinen Freunden bei der Salamander Leichtathletik.

## Nach dem Karriereende
Alfred Hebauf war nach dem Wechsel von Salamander zum Klinikum Ludwigsburg 1981 bis zu seiner Pensionierung 2002 als technischer Betriebsleiter erfolgreich tätig. Auch in der Kommunalpolitik hat er sich 10 Jahre lang als Stadtrat in der großen Kreisstadt engagiert.
Zu seinen großen Hobbys gehörte das Reisen und Fotografieren.
Die großen Auslandsreisen mit der Nationalmannschaft nach Afrika, Süd- und Nordamerika, Indien und Japan sind sicher der Auslöser für diese Leidenschaften gewesen.
Zusammen mit seiner Familie unternahm er unzählige Urlaubsreisen innerhalb Europas oder nach Ägypten in den Senegal.

## Privat
1964 wurde seine Tochter Sabine geboren und 1967 der Sohn Ralph. Dieser verstarb jedoch im Jahr 2008.
Heute gehören neben der Tochter Sabine der Schwiegersohn Peter Schnieders und die beiden Enkel Till und Linda zur Familie.